# طقسوس قصير الأوراق
طقسوس قصير الأوراق أو طقسوس باسيفيكي أو طقسوس غربي (الاسم العلمي:Taxus brevifolia) (بالإنجليزية: Pacific yew, western yew)‏ هو نوع من النباتات يتبع جنس الطقسوس من الفصيلة الطقسوسية.

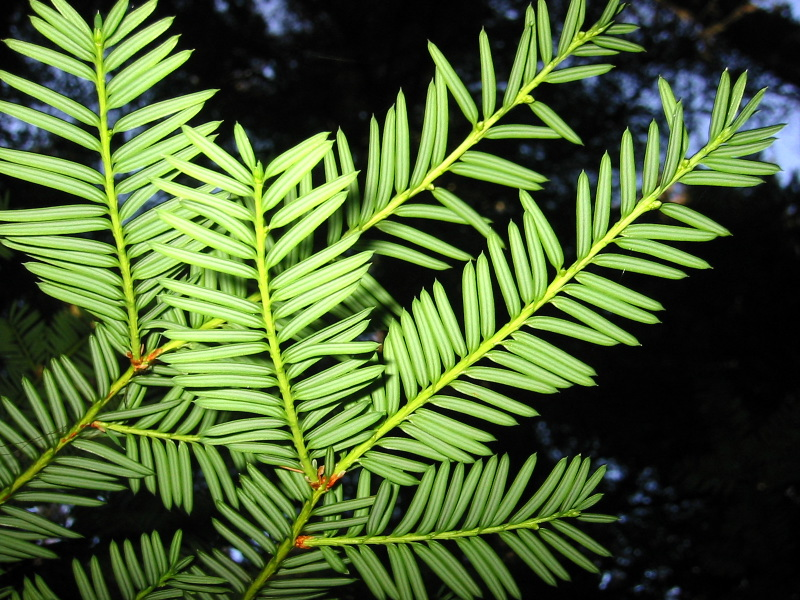
Pacific Yew foliage underside
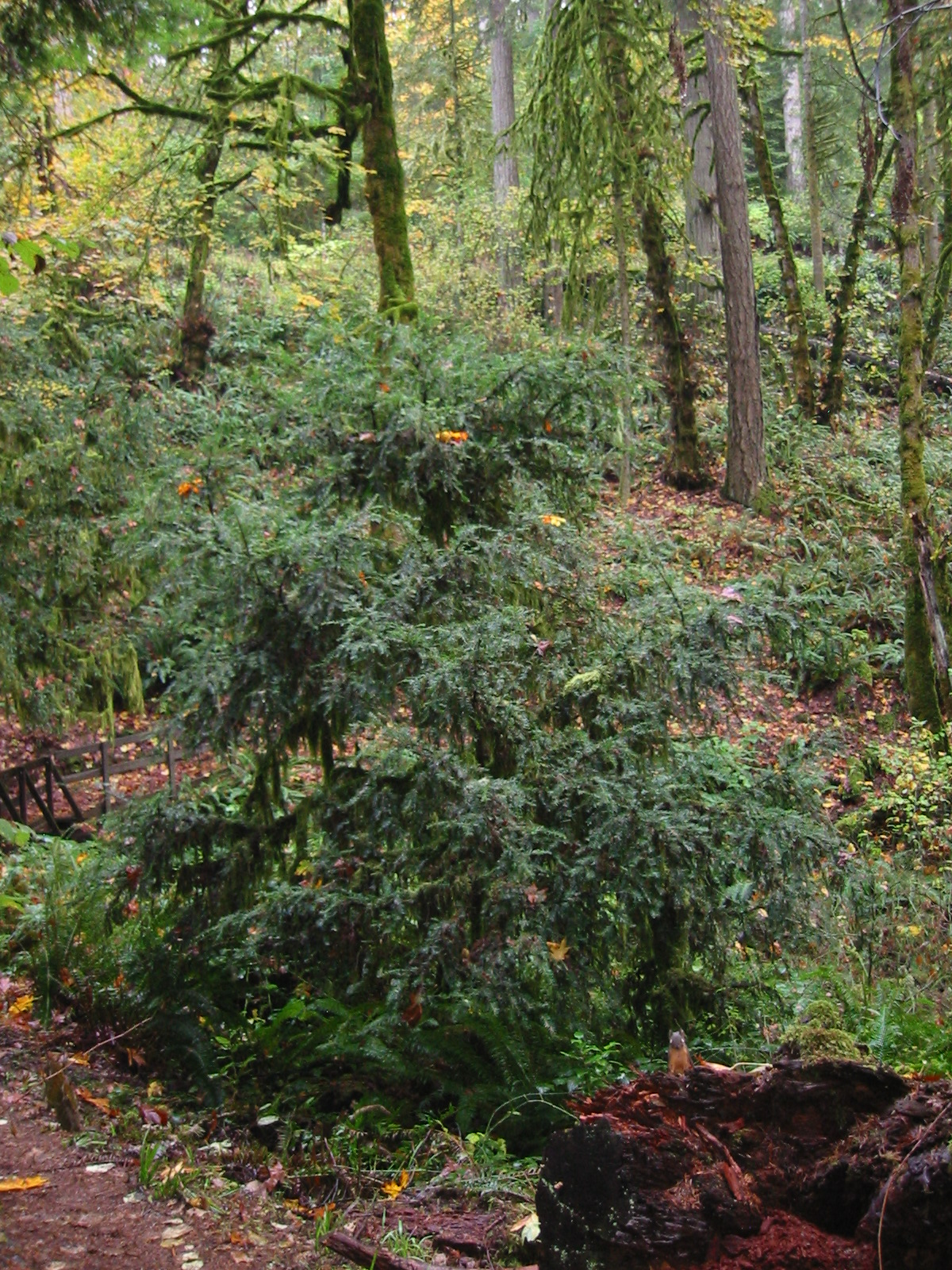
Pacific Yew form
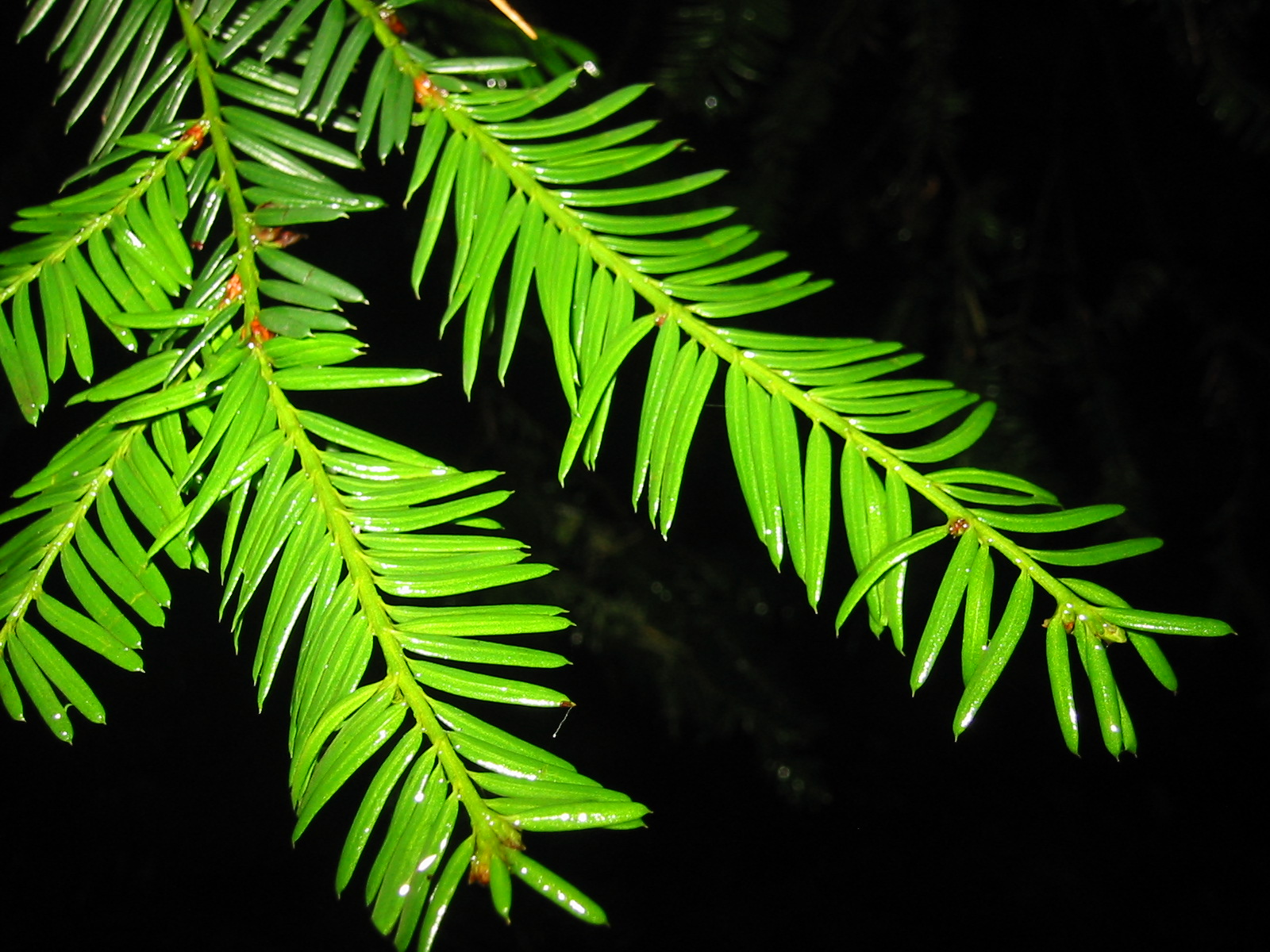
Pacific Yew foliage
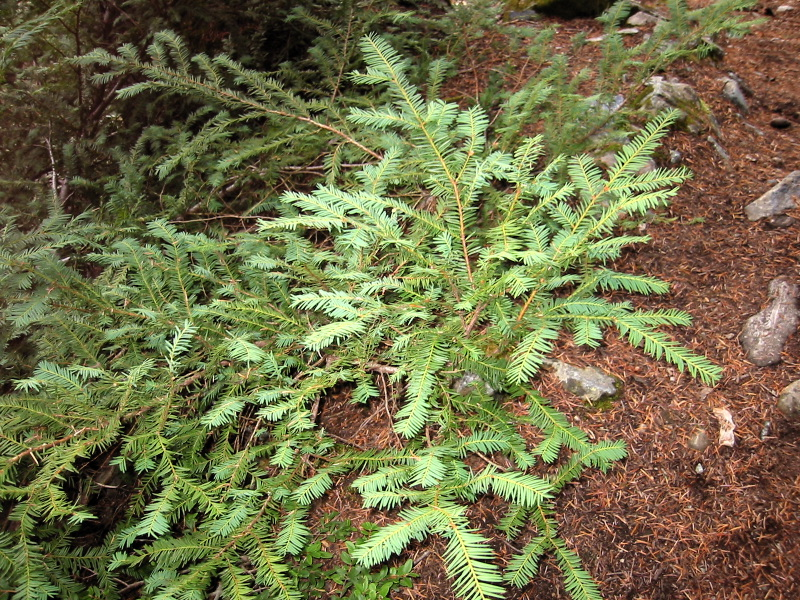
Pacific Yew mat form
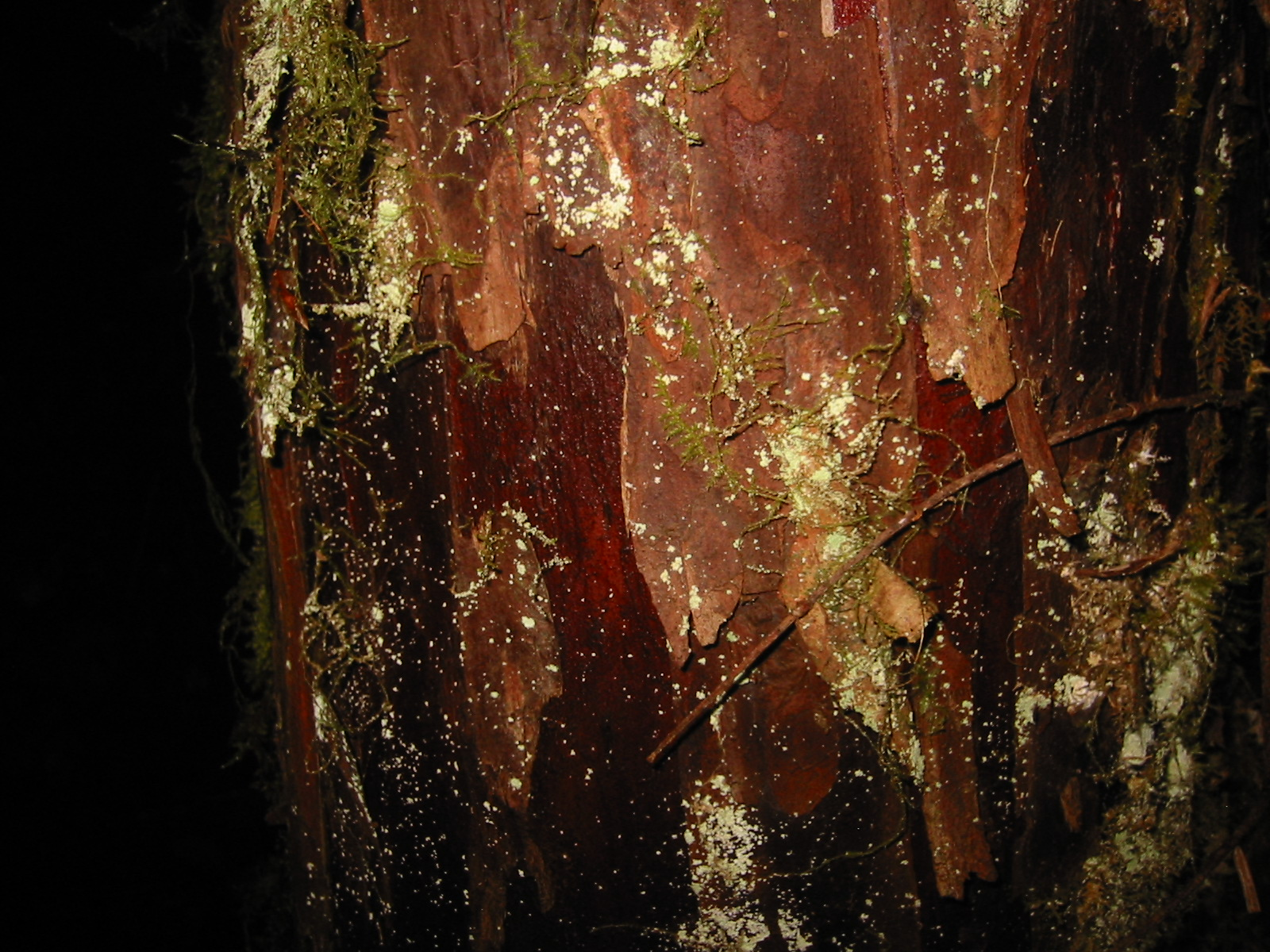
Pacific Yew bark